# Álbödefélék
Az álbödefélék (Endomychidae) a rovarok (Insecta) osztályában a bogarak (Coleoptera) rendjébe, azon belül a mindenevő bogarak (Polyphaga) alrendjébe tartozó család. E család tagjai a világ számos területén elterjedtek, és jellemzően gombákon élnek, amelyek fő táplálékforrásukat jelentik. Az álbödefélék kutatása jelentőséggel bír az ökoszisztémákban betöltött szerepük és életmódjuk révén, különös tekintettel a gombákkal való kölcsönhatásukra.

## Elterjedésük
Az álbödefélék minden állatföldrajzi régióban előfordulnak, de többségük a trópusokon él. Eddig 1782 fajuk ismert. Élőhelyeik változatosak: gyakran megtalálhatók erdős területeken, ahol korhadó faanyagokon, gombatelepeken vagy mohás aljnövényzeten keresnek táplálékot. Egyes fajok a mérsékelt övi erdőkben is megtelepedtek, különösen azokban, ahol gazdag gombaflóra áll rendelkezésre. Az álbödefélék populációdinamikája jelentős információval szolgálhat az élőhelyek egészségi állapotáról és a biodiverzitás fenntartásának szerepéről.

## Megjelenésük, felépítésük
Az álbödefélék apró vagy közepes méretű bogarak, testhosszuk általában 1–10 mm között változik, bár néhány faj ennél nagyobb is lehet. Testük gyakran ovális vagy erősen domború, színezetük változatos: a barnás árnyalatoktól a fényes fémes színekig terjedhet, néha élénk mintázatokkal. Az előtoruk jellemzően jól fejlett, gyakran különleges mintázattal vagy éllel ellátva.
Lábuk erős, karmokkal végződik, amelyek a gombákon való mászásban segítenek. Csápjaik változatos formájúak lehetnek, gyakran bunkós végződésűek, ami elősegíti a táplálék érzékelését és felkutatását. A szárnyfedők (elytrák) gyakran simák, de egyes fajoknál durván pontozottak vagy barázdáltak.
A család tagjai specializált szájrészükkel jól alkalmazkodtak a gombás táplálkozáshoz, ami anatómiai sajátosságaikban is megmutatkozik. Ezek az alkalmazkodások teszik őket különlegessé a bogarak rendjén belül, és fontos szerepet töltenek be a gombák lebontásában az ökoszisztémákban.

## Életmódjuk, élőhelyük
Az álbödefélék életmódja szorosan kapcsolódik a gombákhoz, amelyek fő táplálékforrásaik. Többségük gombák micéliumát vagy spóráit fogyasztja, de néhány faj a korhadó faanyagokon található gombatelepeken él, ahol szaprofitaként vesz részt az anyagcserében. Ritkább esetben megfigyeltek ragadozó vagy fakultatív táplálkozási viselkedést is, amely során más apró élőlényeket, például atkákat fogyasztanak.
Élőhelyeik rendkívül változatosak, de leggyakrabban erdős területeken fordulnak elő, ahol elegendő táplálékforrás áll rendelkezésükre. A trópusi esőerdők különösen kedvező élőhelyet biztosítanak számukra, mivel ezekben az ökoszisztémákban a gombák sokfélesége rendkívül magas. A mérsékelt övi erdőkben is megtalálhatók, főként a nedves, árnyékos helyeken, például kidőlt fák, korhadó tuskók vagy mohával borított talajrétegek közelében. Egyes fajok a barlangokban vagy a talajfelszín alatti üregekben élnek, ahol szintén gazdag gombaflóra található.
Az álbödefélék fontos szerepet töltenek be az ökoszisztémákban, mivel a gombák fogyasztásával hozzájárulnak az anyagcsere-folyamatok fenntartásához és a szerves anyagok lebontásához, ezáltal segítve a tápanyagok visszakerülését a talajba. Szaporodásuk során gyakran a táplálékforráshoz közel helyezik el petéiket, így biztosítva a kikelő lárvák számára az azonnali táplálkozási lehetőséget.

## A Magyarországon előforduló alcsaládok, genuszok és fajok
Az álbödeféléknek Magyarországon 14 faja fordul elő.
Merophysiinae Seidlitz, 1872
Holoparamecus Curtis, 1833
Holoparamecus caularum  (Aubé, 1843) – közönséges szénaálböde
Holoparamecus ragusae Reitter, 1875 – széles szénaálböde
Anamorphinae Strohecker, 1953
Clemmus Hampe, 1850
Clemmus troglodytes Hampe, 1850 – kerekded álböde
Mychothenus Strohecker, 1953
Mychothenus minutus  (J. Frivaldszky, 1877) – törpe álböde
Symbiotes Redtenbacher, 1849
Symbiotes gibberosus  (Lucas, 1846) – rőt álböde
Endomychinae Gerstaecker, 1857
Endomychus Panzer, 1795
Endomychus coccineus  (Linnaeus, 1758) – négypettyes álböde
Leiestinae C. G. Thomson, 1863
Leiestes Chevrolat, 1836
Leiestes seminiger  (Gyllenhal, 1808) – félfekete álböde
Lycoperdininae Bromhead, 1838
Dapsa Latreille, 1829
Dapsa denticollis  (Germar et Kaulfuss, 1816) – fogasnyakú álböde
Dapsa fodori  (Csiki, 1907) – Fodor-álböde
Lycoperdina Latreille, 1807
Lycoperdina bovistae  (Fabricius, 1792) – fekete pöfetegálböde
Lycoperdina succincta  (Linnaeus, 1767) – szalagos pöfetegálböde
Mycetina Mulsant, 1846
Mycetina cruciata  (Schaller, 1783) – keresztes álböde
Mycetaeinae Jacquelin du Val, 1857
Mycetaea Stephens, 1829
Mycetaea subterranea  (Fabricius, 1801)  – szőrös álböde
Pleganophorinae Jacquelin du Val, 1858
Pleganophorus Hampe, 1855
Pleganophorus bispinosus bispinosus Hampe, 1855 – hangyász álböde

## Képek

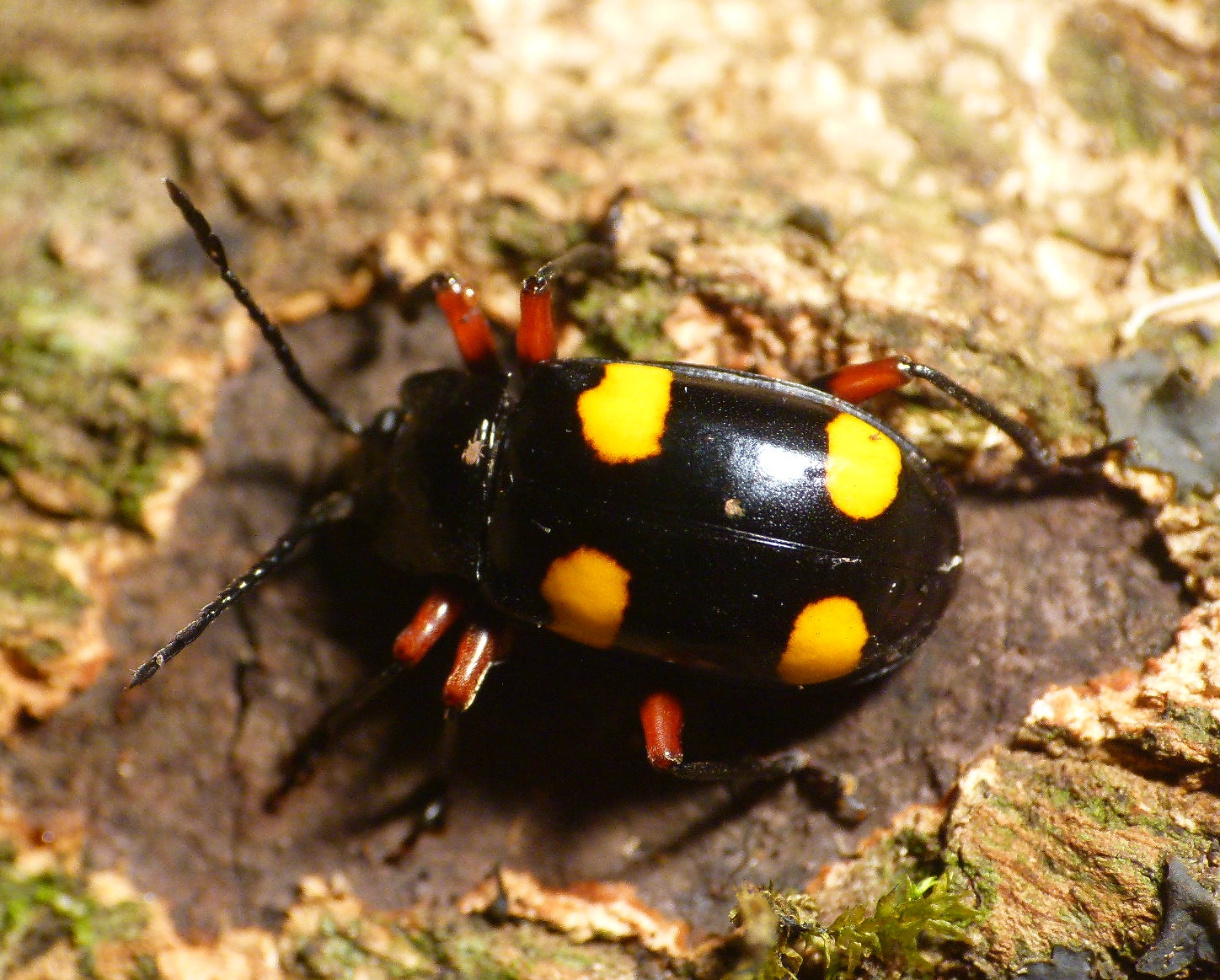
Álbödefaj Délkelet-Ázsiából
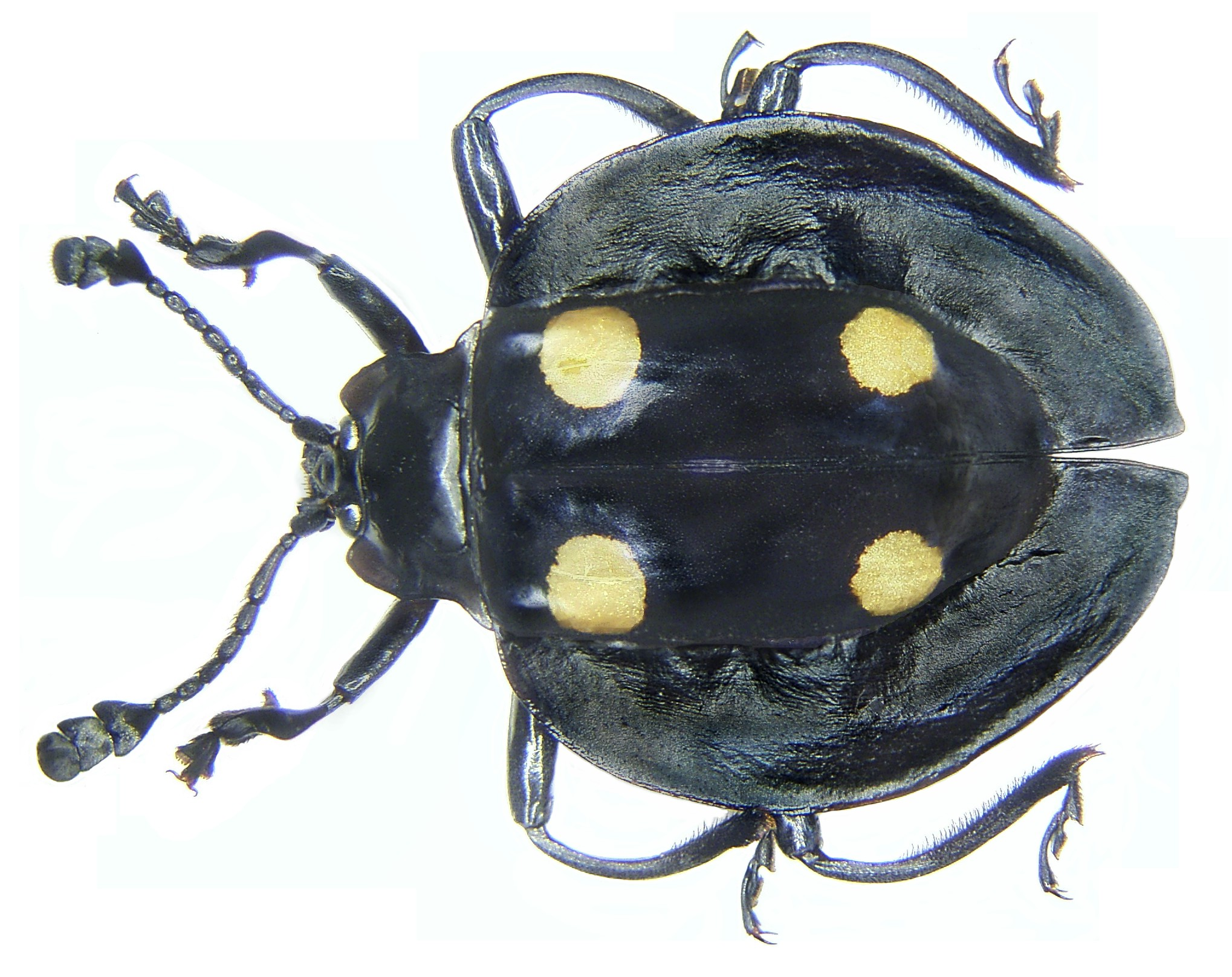
Eumorphus-faj Délkelet-Ázsiából
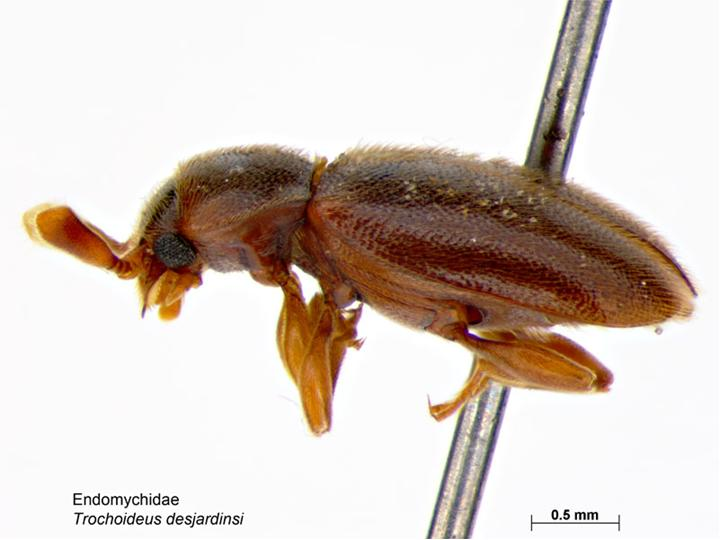
Hangyavendég álbödefaj (Trochoideus desjardinsi) Kelet-Ázsiából
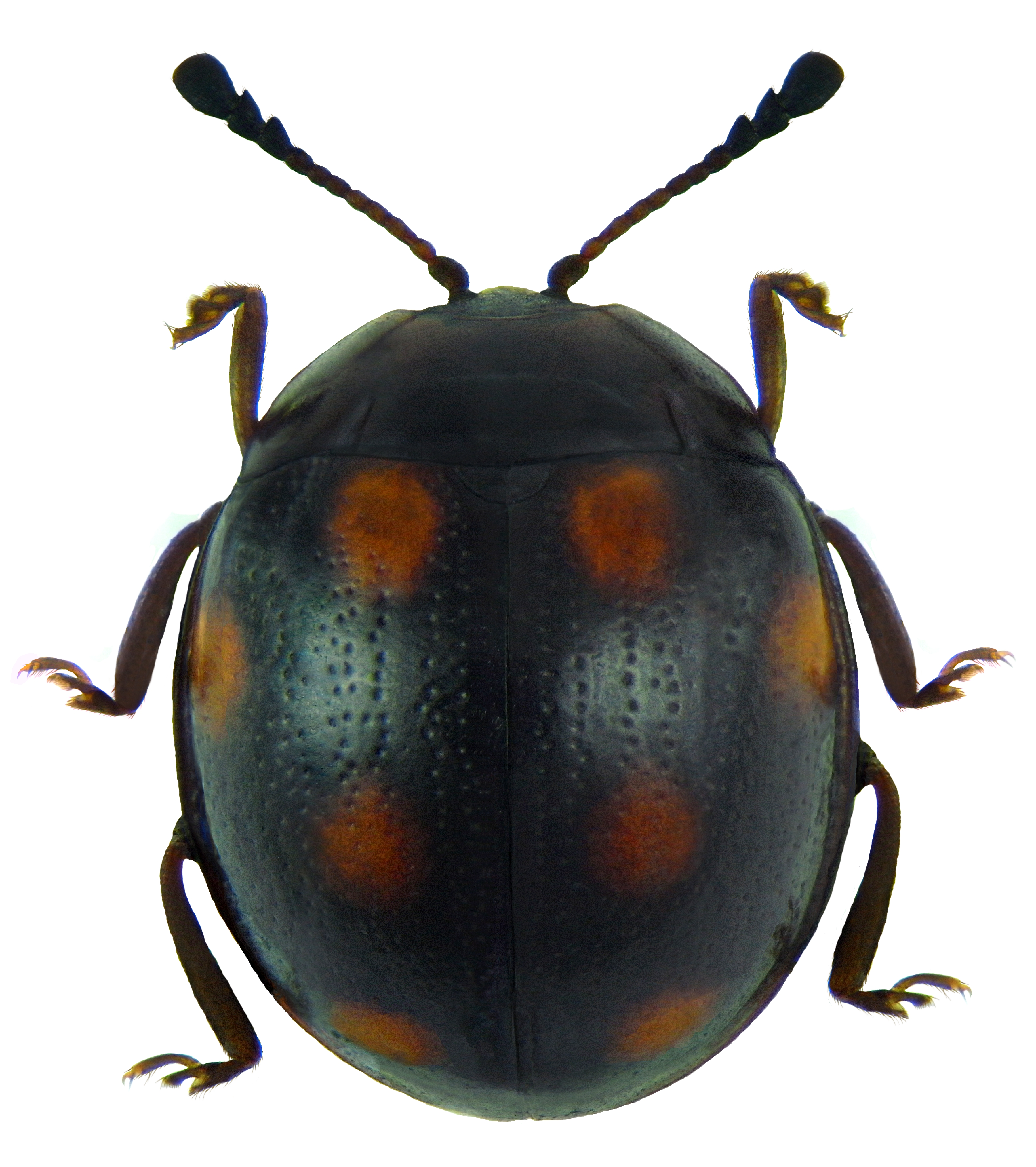
Beccariola wallacei Arrow, 1943 az indonéziai Aru-szigetekről
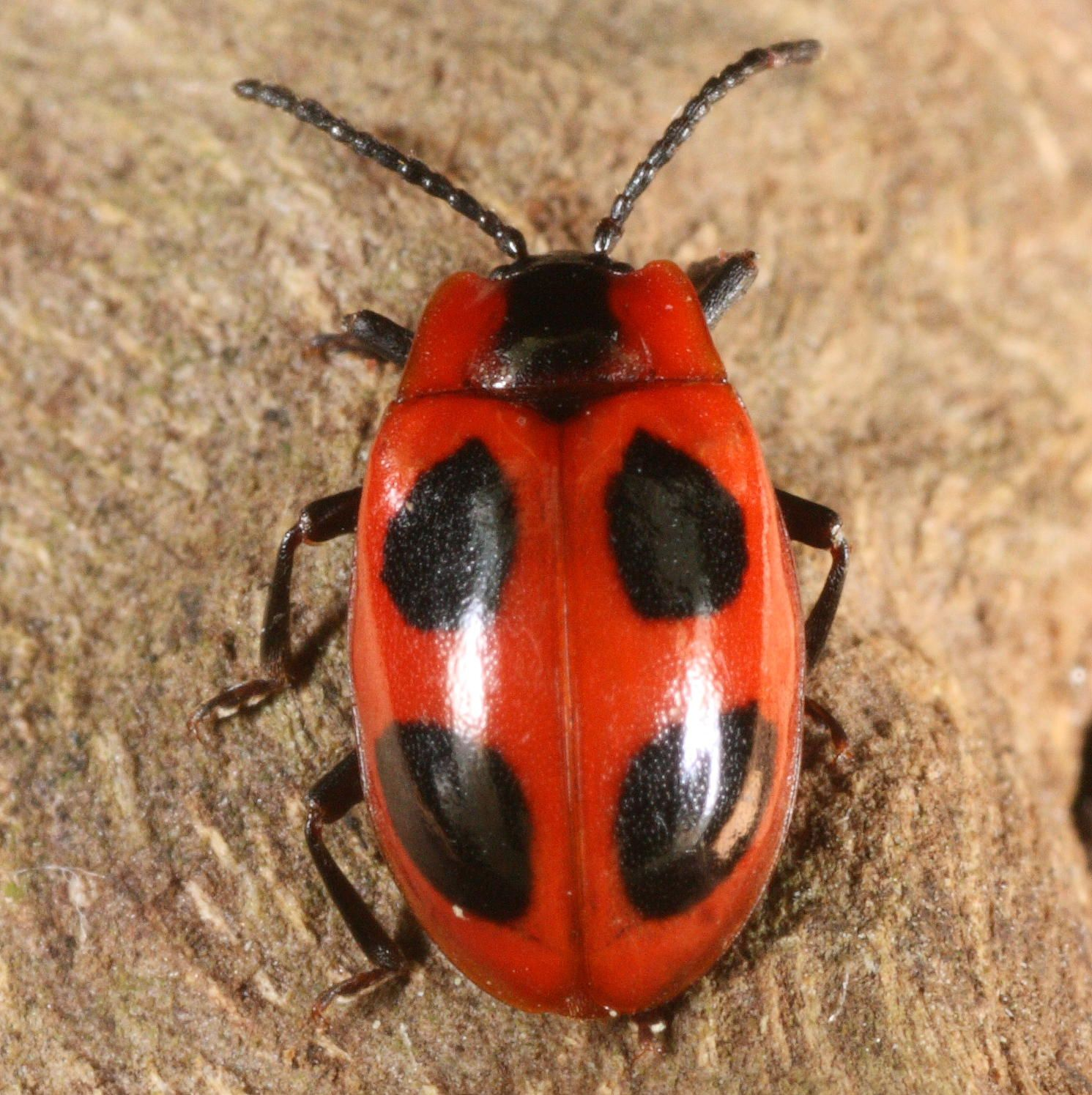
Négypettyes álböde (Endomychus coccineus)

## Fordítás
- Ez a szócikk részben vagy egészben  az   Endomychidae című norvég Wikipédia-szócikk fordításán alapul.  Az eredeti cikk szerkesztőit annak laptörténete sorolja fel. Ez a jelzés csupán a megfogalmazás eredetét és a szerzői jogokat jelzi, nem szolgál a cikkben szereplő információk forrásmegjelöléseként.